# Luis Pentrelli
Luis Pentrelli (ur. 15 czerwca 1932 w La Placie) – argentyński piłkarz grający podczas kariery na pozycji pomocnika.

## Kariera klubowa
Luis Pentrelli rozpoczął karierę w klubie Boca Juniors w 1951. Rok 1952 spędził w trzecioligowym Sarmiento Junín. W latach 1953–1957 był zawodnikiem pierwszoligowego klubu Gimnasia y Esgrima La Plata. W 1957 Pentrelli wyjechał do Włoch do Udinese Calcio. W Serie A zadebiutował 9 września 1957 w zremisowanym 2-2 meczu z Bologną. W 1962 po spadku Udinese do Serie B Pentrelli przeszedł do Fiorentiny. Ogółem w lidze włoskiej rozegrał 167 spotkań, w których zdobył 29 bramek. Po powrocie do Argentyny został zawodnikiem Racing Club. W 1965 Pentrelli ponownie wyjechał z Argentyny, tym razem do kolumbijskiego Millonarios. Piłkarską karierę zakończył w klubie Chacarita Juniors w 1967. Ogółem w latach 1951-1967 rozegrał w lidze argentyńskiej 168 meczów, w których strzelił 31 bramek.

## Kariera reprezentacyjna
W reprezentacji Argentyny Pentrelli zadebiutował 22 stycznia 1956 w wygranym 2-1 meczu z Peru w Mistrzostwach Ameryki Południowej. Na turnieju w Urugwaju Argentyna zajęła drugie miejsce. Na turnieju wystąpił w czterech meczach z Peru, Paragwajem, Brazylią i Urugwajem. Miesiąc później wystąpił w Mistrzostwach Panamerykańskich. Na turnieju w Meksyku Argentyna zajęła drugie miejsce. Na tym turnieju Pentrelli wystąpił w dwóch meczach z Kostaryką i Brazylią, który był jego ostatnim meczem w reprezentacji.
Ogółem w barwach albicelestes wystąpił w 6 meczach.
| Mecze i gole w reprezentacji | Mecze i gole w reprezentacji | Mecze i gole w reprezentacji | Mecze i gole w reprezentacji | Mecze i gole w reprezentacji | Mecze i gole w reprezentacji | Mecze i gole w reprezentacji |
| #                            | Data                         | Miasto                       | Przeciwnik                   | Gol                          | Wynik                        | Rozgrywki                    |
| ---------------------------- | ---------------------------- | ---------------------------- | ---------------------------- | ---------------------------- | ---------------------------- | ---------------------------- |
| 1.                           | 22.01.1956                   | Montevideo                   | Peru                         |                              | 2:1                          | Copa América                 |
| 2.                           | 01.02.1956                   | Montevideo                   | Paragwaj                     |                              | 1:0                          | Copa América                 |
| 3.                           | 05.02.1956                   | Montevideo                   | Brazylia                     |                              | 0:1                          | Copa América                 |
| 4.                           | 15.02.1956                   | Montevideo                   | Urugwaj                      |                              | 0:1                          | Copa América                 |
| 5.                           | 06.03.1956                   | Meksyk                       | Kostaryka                    |                              | 4:3                          | Mistrzostwa Panamerykańskie  |
| 6.                           | 18.03.1956                   | Meksyk                       | Brazylia                     |                              | 2:2                          | Mistrzostwa Panamerykańskie  |